# Extintor

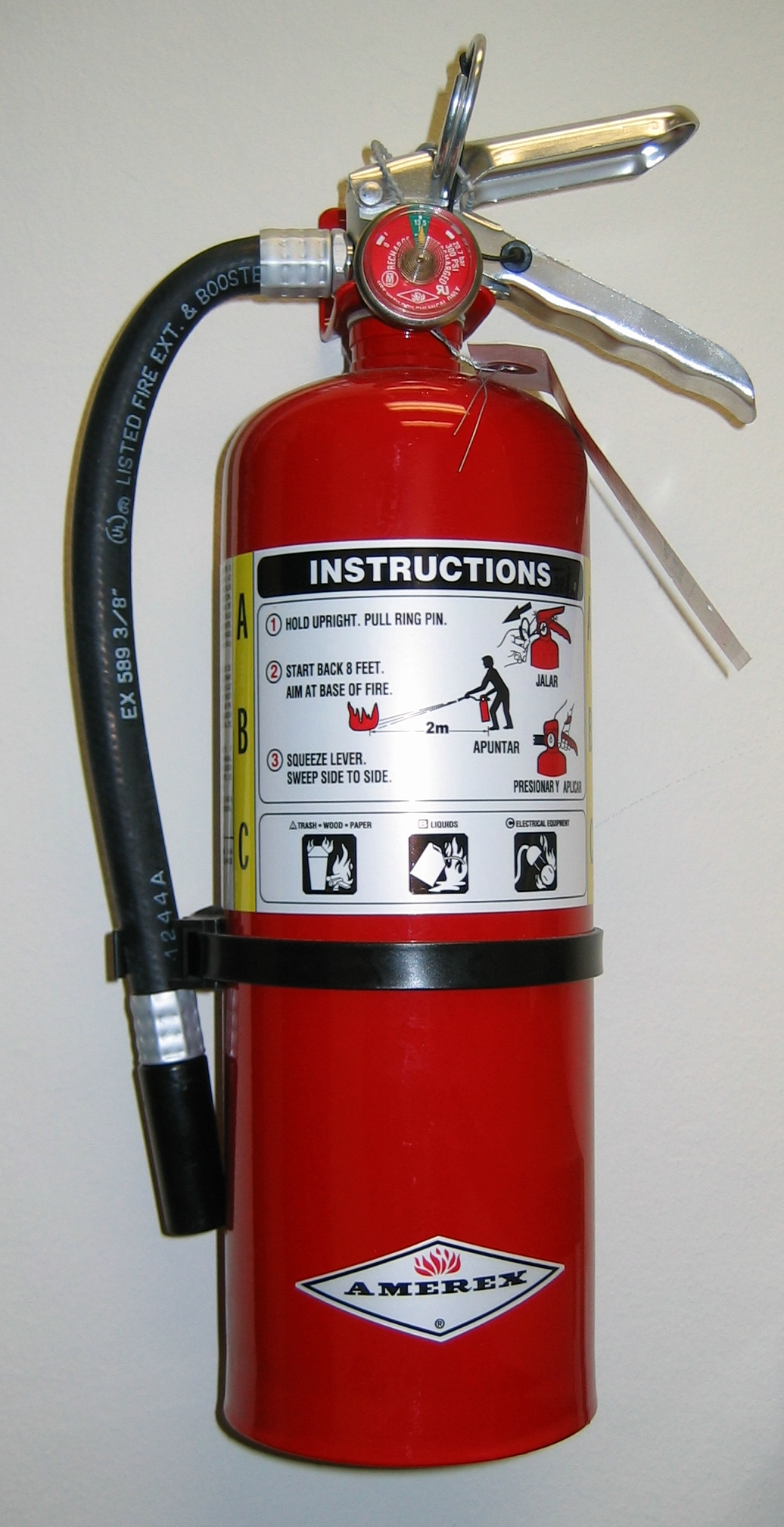
Extintor de incendios

Un extintor de incendios, extinguidor de fuego o matafuego (Argentina, Bolivia y Paraguay) es un equipo que sirve para apagar fuegos.
Consiste en un recipiente metálico (bombona o cilindro de acero) que contiene un agente extintor de incendios a presión, de modo que al abrir una válvula el agente sale por una boquilla (a veces situada en el extremo de una manguera) que se debe dirigir a la base del fuego. Generalmente tienen un dispositivo para prevención de activado accidental, el cual debe ser deshabilitado antes de emplear el artefacto. 
De forma más concreta se podría definir un extintor como un aparato autónomo, diseñado como un cilindro, que puede ser desplazado por una sola persona y que usando un mecanismo de impulsión bajo presión de un gas o presión mecánica, lanza un agente extintor hacia la base del fuego, para lograr extinguirlo. 
Hay de muchos tamaños y tipos, desde los muy pequeños, que suelen llevarse en los automóviles, hasta los grandes que van en un carrito con ruedas. El contenido varía desde 1 a 250 kg de agente extintor.

## Historia
En 1816 el capitán británico William George Manby inventó el extintor de incendios moderno, que era un recipiente de cobre que contenía tres galones de solución de ceniza perlada (carbonato de potasio) bajo presión de aire comprimido. Este dispositivo fue modificado en 1905 cuando se sustituyó el agua por bicarbonato sódico.
Los primeros extintores portátiles auténticos aparecieron a finales de la primera década del siglo XIX; contenían botellas de cristal con ácido que, al romperse, descargaba él ácido con una solución de sosa, generando una mezcla con suficiente presión de gas para expulsar la solución. Los extintores de agua, activados por cartuchos (tipo de inversión), se introdujeron a finales de los años 20, en 1918 se desarrolló una solución anticongelante de metales alcalinos denominadas “corriente cargadas” para empleo de extintores activados por cartuchos. En 1959 aparecieron los extintores de agua acumuladores de presión, que en 10 años reemplazaron gradualmente a los modelos de cartucho. En 1969 se interrumpió en Estados Unidos la fabricación de todos los extintores de inversión, que ya no se certifican o aprueban por los laboratorios de ensayos.
El primer extintor de espuma apareció en 1917 y su aspecto y funcionamiento se parecen muchos a los extintores de ácido y sosa. Su empleo se extendió progresivamente a lo largo de los años, hasta que en los 50 los extintores de polvo alcanzaron una amplia aceptación. Hasta el día de hoy en el siglo 21 vemos este instrumento como un elemento importante para apagar fuego en cualquier circunstancia (2023)

## Clasificación por agente extintor

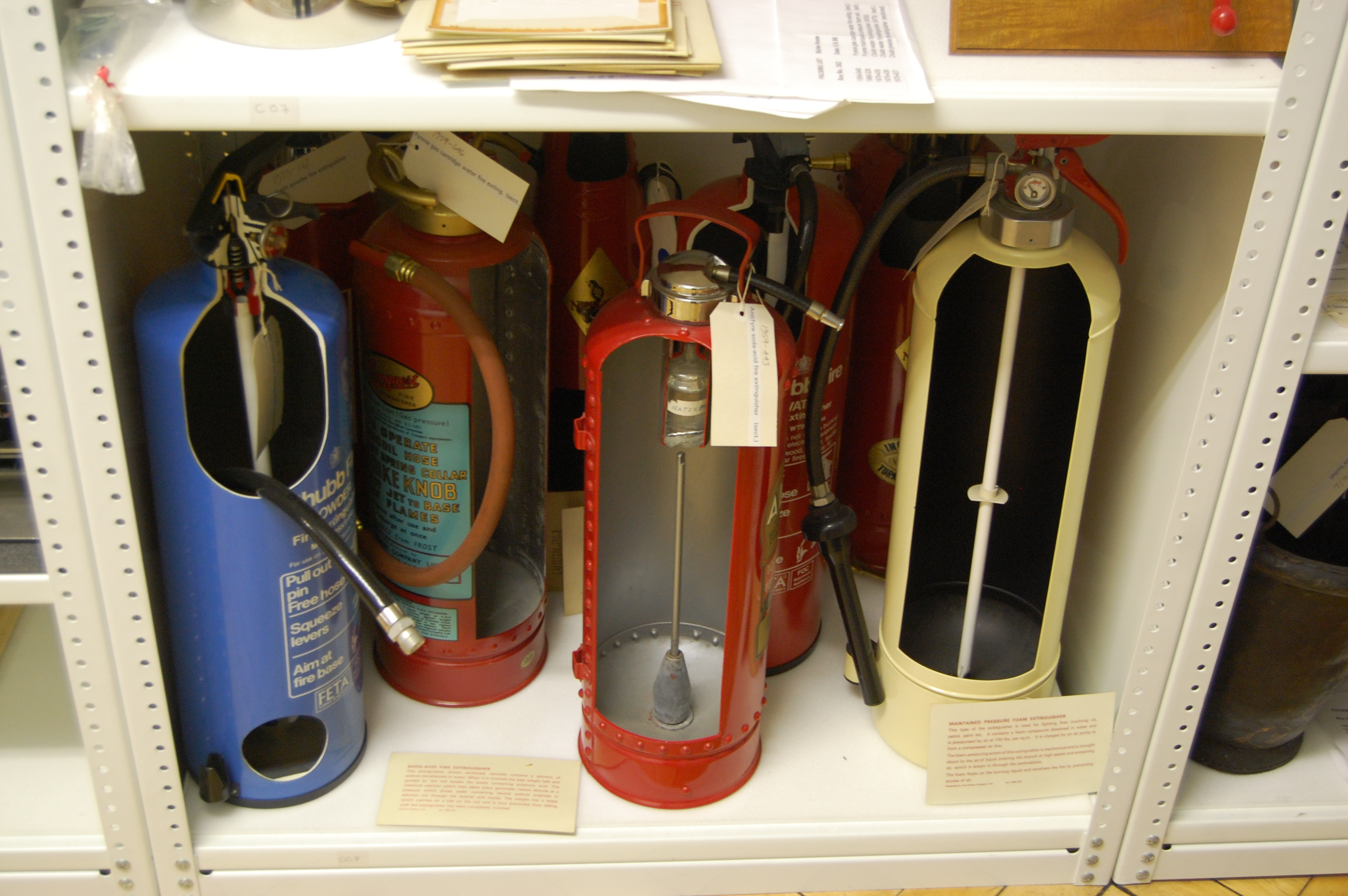

Según el agente extintor se puede distinguir entre:
- Extintores hídricos cargados con agua o con un agente espumógeno, espuma AR-AFFF. Altamente efectivos por su capacidad de potenciar el poder humectante del agua, los hay biológicamente activos que encapsulan los gases y vapores generados por el fuego rompen las moléculas de los hidrocarburos, inhibiendo la reignición (flash back), no contaminan el medio ambiente, ni dañan a las personas, salvo que, como el agua es conductora de la electricidad, pueden ser muy peligrosos en los incendios de origen eléctrico.
- Extintores de polvos universales; sirve para fuegos ABC
- Extintores de polvo químico seco (multifunción: combatiendo fuegos de clase BC)
- Extintores de CO2 (también conocidos como Nieve Carbónica o Anhídrido Carbónico), son los más comunes.
- Extintores para metales: (únicamente válidos para metales combustibles, como sodio, potasio, magnesio, titanio, etc)
- Extintores de halón (hidrocarburo halogenado, desde 2010 está prohibido su uso en todo el mundo por afectar la capa de ozono).
- Instantáneo (antes extintor de explosión) se trata de una herramienta de salvamento de incendios de uso profesional, que consiste en un recipiente elastómero, que contiene retardante de llamas, y aloja en su interior un elemento pirotécnico unido a una mecha rápida, que al contacto con el fuego, rompe el recipiente y crea una burbuja carente de oxígeno que apaga el fuego, al tiempo que enfría la zona en un radio de unos cinco metros.

## Clasificación por tamaño
Por su tamaño los extintores se dividen en portátiles y móviles. Extintores portátiles serían los que tienen un peso de hasta 20 kg de peso en total, considerando, a su vez, entre los mismos extintores portátiles manuales, hasta 20 kg y extintores portátiles dorsales hasta 30 kg.
Cuando un extintor pese más de 90 kg se considera móvil y debe llevar ruedas para ser desplazado. 
Esto no es óbice para que existan extintores que colocados sobre ruedas y por lo tanto movilizados pesen menos de 30 kg. De hecho, para favorecer su manejo, los extintores de 50 kg se suelen instalar sobre ruedas. 
La división tiene que ver con el máximo admitido para usarse de una u otra forma, es decir, un extintor que pese más de 20 kg obligatoriamente tendrá que tener un apoyo dorsal.
El problema de los extintores (salvo en los muy grandes) es que el agente se agota rápidamente, por lo que su utilización debe hacerse aprovechándolo al máximo. Su tiempo en descarga continua es de dieciochesca a veinte segundos.
Asimismo, se distinguen por los fuegos que son capaces de apagar: de origen eléctrico, originados por combustibles líquidos u originados por combustibles sólidos, lo que depende del agente extintor que contienen. Las posibilidades que tienen deben venir escritas de modo bien visible en la etiqueta, atendiendo a la clase de fuego normalizada. 

## Agentes extintores
- Agua pulverizada: los extintores de agua pulverizada sirven para proteger áreas que tienen riesgo de fuego clase A (combustibles sólidos) de forma eficiente y segura.
- Agua desmineralizada: los extintores de agua desmineralizada (3 veces destilada - oxigenada en algunos casos) para fuegos de clase C (equipos energizados). También se usan para incendios químicos o riesgos bacteriológicos. Sus aplicaciones típicas son: servicios aéreos, edificios de departamentos, bancos, museos, oficinas, hospitales, centro de cómputos, industrias electrónicas, centros de telecomunicaciones, escuelas, supermercados, etc.

No contamina el ambiente: no afecta la capa de ozono (O.D.P.=0) y no produce calentamiento global (G.W.P.=0).
Agente limpio: no es tóxico, no produce problemas respiratorios y no deja residuos posteriores a la extinción.
Eficiente desempeño: manga diseñada para brindar al operador una mayor visibilidad y una fácil maniobrabilidad. La boquilla genera un spray muy fino que aumenta el poder refrigerante, no produce shock térmico ni conducción eléctrica.

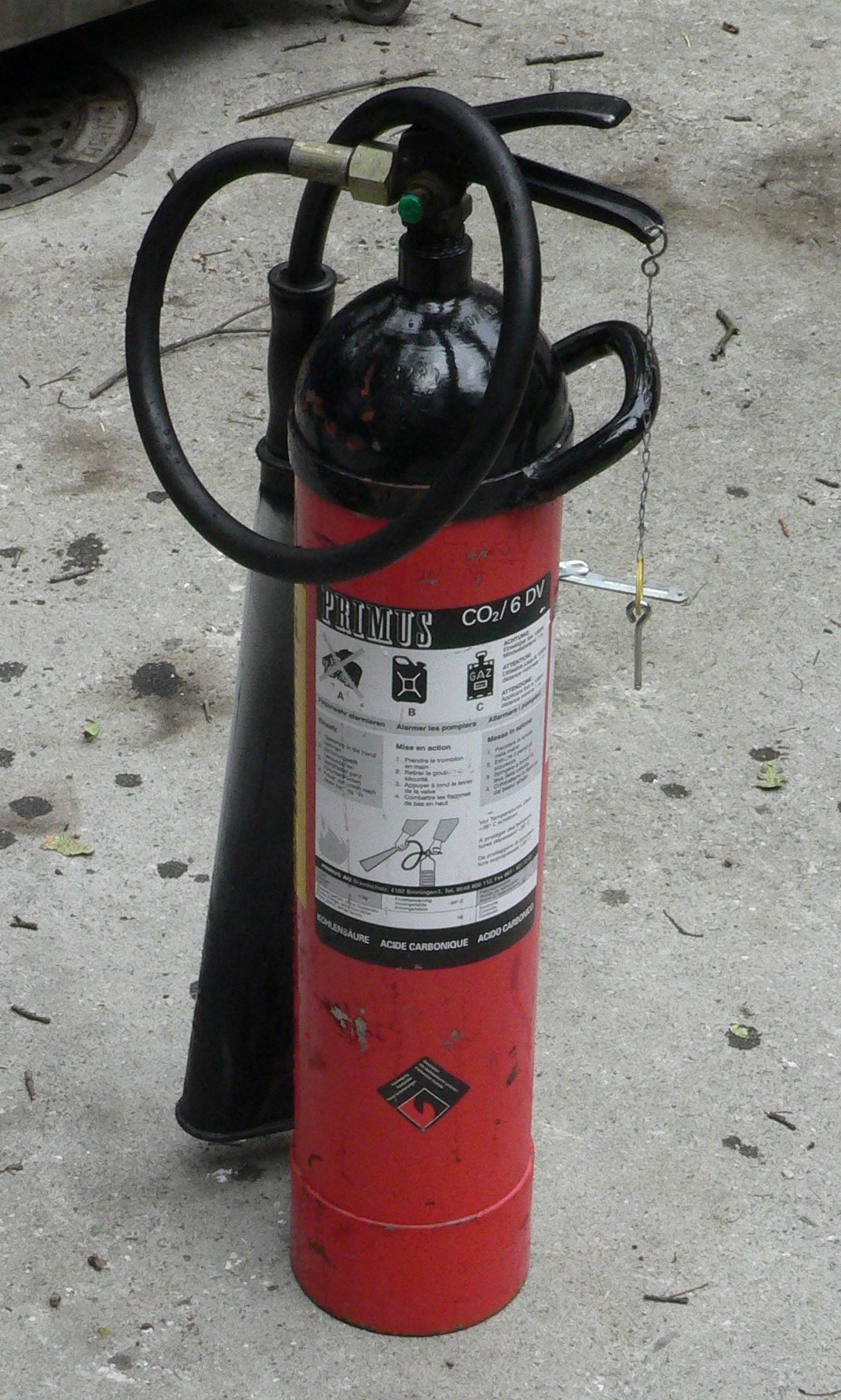
Extintor de dióxido de carbono (nieve carbónica).

- Agua y espuma (AFFF): los extintores de agua con AFFF bajo presión sirven para proteger áreas que tienen riesgo de fuego clase A (combustibles sólidos) y clase B (combustibles líquidos y gases inflamables).

Aplicaciones típicas: plantas de manufactura, gasolineras, almacenes comerciales, hoteles, hospitales, escuelas, talleres de pintura y mecánicos, áreas de calderas, industria química, petrolera, laboratorios, autotransporte de carga y de pasajeros. :Actualmente son los de uso seguro ya que no contaminan el medio ambiente, y su contenido no daña a las personas ni a la fauna del lugar.
- Dióxido de carbono (CO2): los extintores de dióxido de carbono son diseñados para proteger áreas que contienen riesgos de incendio clase B (líquidos y gases combustibles), clase C (equipos eléctricos energizados ).

Aplicaciones típicas: industrias, equipos eléctricos, viviendas, transporte, comercios, escuelas, aviación, garajes, etc.
- Polvo químico universal - ABC: los extintores de polvo químico seco (fosfáto monoamónico al 75% y otros como sales pulverizadas) (ABC) se utilizan para combatir fuego clase A (sólidos combustibles), clase B (líquidos y gases combustibles), clase C (equipos eléctricos energizados ).

- Polvo químico seco - BC: los extintores de polvo químico son diseñados para proteger áreas que contienen riesgos de incendio clase B (líquidos y gases combustibles), clase C (equipos eléctricos energizados ).

Aplicaciones típicas: industrias, equipos eléctricos, viviendas, transporte, comercios, escuelas, aviación, garajes, etc.
- Polvo químico - D: los extintores de polvo químico seco (por ejemplo: púrpura k) están diseñados para proteger áreas que contienen riesgos de fuego clase D (metales combustibles) que incluye litio, sodio, aleaciones de sodio y potasio, magnesio y compuestos metálicos.

Está cargado con polvo compuesto a base de borato de sodio. Al compuesto se lo trata para hacerlo resistente a la influencia de climas extremos por medio de agentes hidrófobos basados en silicona.

### Agentes extintores especiales
Extintor clase "H" halogenados en sustitución del gas halón (que daña la capa de ozono y sólo está autorizado en algunas aplicaciones militares), recomendado en ambientes cerrados sin presencia de vida o personal en el área. Agente sofocante (desdobla el oxígeno).
Extintores de clase "N" neutralizantes a formación de gases por agente químicos o armas de destrucción masiva a base de la impulsión de polvo micropulverizado con un agente neutralizante al producto, ("antídoto específico para cada producto")

## Clasificación de extintores
En esta clasificación conforman los siguientes extintores
- Extintor soda-ácido:

El extintor de soda-ácido ha sido el tipo de matafuego más común, en el cual la substancia extintora, es expelida bajo presión. Las substancias químicas que intervienen en su carga, son el bicarbonato de sodio y el ácido sulfúrico. El bicarbonato de sodio se disuelve en el agua contenida y esta solución constituye en la verdadera substancia extintora. El ácido sulfúrico concentrado es contenido en un frasco que pende en el centro de la parte superior del aparato, cerrado por un tapón holgado de vidrio o de cerámica, en forma que pueda caer fácilmente de su asiento en el cuello del frasco.
Al poner en acción el aparato, invirtiendo su normal posición, el ácido y el bicarbonato se mezclan químicamente produciendo suficiente gas carbónico para desarrollar considerable presión y expeler el agua dando al chorro un alcance de 10 a 12 metros.
La reacción que se produce se puede expresar en la siguiente ecuación:
{\displaystyle {\ce {H2SO4 + 2 NaHCO3 = Na2SO4 + 2 CO2 + 2 H2O}}}
Con el matafuego en posición normal, el nivel del agua y el bicarbonato no debe sobrepasar la marca existente expresada como "nivel del agua". Estos extintores deben ser recargados anualmente. En la recarga todas las partes deben ser lavadas con agua e impulsar agua a través de la manguera de descarga, si la tuviera, para lavarla perfectamente. Es conveniente, al realizar la descarga anual dar la oportunidad al personal de realizar esta operación en el marco de un pequeño simulacro de incendio. La recarga anual es recomendable ya que las substancias químicas se deterioran con el tiempo. La solución de bicarbonato se descompone lentamente dejando escapar gas carbónico, especialmente cuando el extintor está expuesto a altas temperaturas. El ácido sulfúrico absorbe la humedad ambiente, comienza a diluirse y ocasionalmente puede rebasar de su frasco o en su manipuleo puede derramar parte del contenido. Al efectuar la recarga el bicarbonato de sodio debe ser diluido en agua tibia (no caliente) fuera del extintor, en un balde o recipiente, asegurándose que el bicarbonato quede bien diluido. Luego debe colocarse el canasto portador del frasco o botella y finalmente ésta con su tapón. Ciérrese el aparato, colocando la tapa y estará listo para funcionar.
Característica de fabricación
El recipiente del extintor debe ser realizado en chapa de hierro N.º 16 o sea de 1,59 mm, de espesor soldado a la autógena en sus costados longitudinales y uniones de la cúpula y del fondo. Debe ser probado a presión hidráulica, operación fundamental ya que en su funcionamiento se originan presiones interiores. De no contar con esta prueba podría darse el caso, ya experimentado, de reventar en su parte más débil, soldadura o picaduras de la chapa, con las lamentables consecuencias previsibles para el operador o asistente. Por ello debe comprobarse que cada extintor posea la garantía del fabricante, de haber realizado la prueba hidráulica.
La prueba hidráulica de este tipo de extintores debe repetirse cada cinco años. Para ellos es menester contar con una bomba de potencia suficiente para desarrollar una presión interior de 24 atm. durante 5 minutos. Los extintores con ruedas o de mayor capacidad deben ser llevados a una presión interior de 27,5 kilogramos por centímetro cuadrado.
Los extintores de soda-ácido responden a las normas IRAM, sigla del Instituto Racionalizador Argentino de Materiales, que son observadas por casi todas las reparticiones nacionales, provinciales y muchos usuarios industriales particulares. Estos matafuegos además de ajustarse a estas disposiciones que fijan sus dimensiones, materiales de fabricación, etc., están revestidos interiormente con plomo o estaño depositado por baño electrolítico, lo cual asegura la conservación de la chapa. El canasto que sostiene la botella de ácido es también de material anticorrosible. La tapa es de bronce con guarnición para evitar pérdidas de presión.

## Revisiones mensuales
De acuerdo a la NOM-002-STPS, norma vigente en materia de protección de incendios en México, las revisiones mensuales a todos los extintores de una empresa deben incluir los siguientes puntos:
- Encontrarse en la ubicación asignada en el plano general de las instalaciones
- La ubicación de los extintores debe ser en lugares visibles, de fácil acceso y sin obstáculos
- Deben señalizarse conforme a las normas correspondientes de señalética y de protección civil
- Contar con sello o fleje de garantía sin violar
- El manómetro debe encontrarse en zona operable
- En el caso de extintores de bióxido de carbono deben contar con la capacidad nominal indicada por el fabricante
- No debe existir evidencia de que han sido activados
- En el caso de extintores móviles sus ruedas deben permanecer en buenas condiciones
- No deben existir daños físicos evidentes como corrosión, escape de presión, obstrucción, golpes o deformaciones así como roturas, desprendimientos, perforaciones, etc. que puedan obstruir su funcionamiento
- La etiqueta, placa o grabado debe encontrarse legible y sin alteraciones y con la información necesaria de acuerdo a la norma
- Contar con collarín que establece la norma correspondiente
- Contar con el registro de las revisiones mensuales.

## Legislación actual
En España, la colocación de extintores tanto en empresas como en ámbitos domésticos está regida por el Real Decreto 513/2017, de 22 de mayo, por el que se aprueba el Reglamento de instalaciones de protección contra incendios (RIPCI), que se encuentra en el BOE y regula los requisitos que deben cumplir los sistemas y equipos destinados a la protección activa contra incendios. Además, sustituye al Real Decreto 1942/1993, debido a la necesidad de actualizar los requisitos técnicos y legales conforme a los avances tecnológicos y la normativa europea.

### Objetivos y ámbito de aplicación
El objetivo principal del Reglamento de Instalaciones de Protección Contra Incendios es garantizar que las instalaciones y equipos de protección contra incendios funcionen eficazmente en caso de emergencia, minimizando daños a personas y propiedades. La normativa regula el diseño, instalación, mantenimiento, y verificación de los equipos y sistemas de protección activa contra incendios. Se aplica a empresas instaladoras y mantenedoras, fabricantes, importadores, distribuidores, y otros agentes que intervengan en la certificación o evaluación técnica de los productos. Además, se incluye a todos los productos comercializados en la Unión Europea y que deban cumplir con las normativas técnicas europeas.

### Equipos y sistemas regulados
Los sistemas y equipos sujetos a regulación incluyen:
- Sistemas de detección y alarma de incendios: Que detectan de manera automática o manual la presencia de un incendio y activan alarmas para alertar a los ocupantes del edificio.
- Extintores: Incluyen extintores portátiles y móviles. Los portátiles son aquellos que pueden ser manejados por una persona y no superan los 20 kg.
- Sistemas de abastecimiento de agua: Incluyen hidrantes, rociadores automáticos, bocas de incendio equipadas, entre otros. Estos sistemas deben asegurar un suministro continuo y adecuado de agua en caso de incendio.
- Sistemas de control de humos y de calor, rociadores automáticos, y otros mecanismos de extinción específicos.

### Requisitos de instalación y mantenimiento
- Instalación:[9] La instalación de los equipos de protección contra incendios debe ser realizada por empresas habilitadas que cuenten con personal cualificado y cumplan con los requisitos establecidos en el reglamento. Estas empresas deben acreditar, mediante un proyecto técnico, que la instalación cumple con las normativas aplicables y con los estándares de seguridad. Se exceptúan ciertos casos, como la instalación de extintores en viviendas unifamiliares o locales pequeños, que puede ser realizada por el propio usuario.

- Mantenimiento:[9] Las empresas mantenedoras están obligadas a realizar revisiones periódicas de los sistemas y equipos. Los plazos para las revisiones varían según el tipo de equipo (por ejemplo, los extintores deben ser revisados cada tres meses, seis meses o anualmente, según el tipo de mantenimiento requerido). Además, las empresas deben garantizar que utilizan repuestos originales y emiten un certificado de las operaciones realizadas. Los usuarios también pueden habilitarse como mantenedores de sus propios sistemas si disponen de los recursos técnicos adecuados.

### Declaración responsable y requisitos empresariales
Para operar como empresa instaladora o mantenedora de sistemas de protección contra incendios, es necesario presentar una declaración responsable ante la administración competente de la comunidad autónoma donde se va a operar. Este procedimiento permite a las empresas iniciar su actividad sin necesidad de obtener previamente una autorización administrativa. Sin embargo, deben estar preparadas para presentar la documentación que acredite el cumplimiento de los requisitos exigidos en cualquier momento. Entre estos requisitos están:
- Contar con un seguro de responsabilidad civil de al menos ochocientos mil euros.

- Disponer de un sistema de gestión de calidad certificado.

- Tener personal cualificado y los medios técnicos necesarios para llevar a cabo sus funciones de instalación o mantenimiento.

### Inspecciones y sanciones
El Reglamento de Instalaciones de Protección Contra Incendios establece que las instalaciones de protección contra incendios deben someterse a inspecciones periódicas cada diez años para verificar su correcto estado de funcionamiento. Estas inspecciones deben ser realizadas por organismos de control acreditados y se levantará un acta que se pondrá a disposición de las autoridades competentes. Las excepciones a esta norma incluyen edificios destinados a uso residencial, administrativo, docente, y comercial con superficies reducidas.
En caso de incumplimientos graves en las instalaciones o en el mantenimiento, las autoridades podrán imponer sanciones a las empresas responsables. Las infracciones se clasifican según la Ley 21/1992 de Industria y pueden incluir multas, la suspensión temporal de la actividad, o la prohibición de realizar nuevas declaraciones responsables.

### Adaptación y plazos
El decreto incluye disposiciones transitorias para permitir que las instalaciones ya existentes y las empresas que operaban bajo la normativa anterior se adapten a las nuevas exigencias. Por ejemplo, se establece un plazo de hasta dos años para que los productos que no cumplían con los nuevos requisitos se adapten a la normativa. Además, las empresas que ya estuvieran autorizadas antes de la entrada en vigor del nuevo reglamento disponen de un año para cumplir con las nuevas condiciones establecidas.

### Normas UNE y armonización europea
Uno de los aspectos destacados del Reglamento de Instalaciones de Protección Contra Incendios es su alineación con las normativas europeas. En el Anexo I, se incluyen numerosas referencias a las normas UNE-EN (normas armonizadas a nivel europeo) que deben cumplir los equipos y sistemas de protección contra incendios. La mayoría de los equipos deben llevar el marcado CE, lo que garantiza que cumplen con las especificaciones técnicas y de seguridad establecidas por la Unión Europea.

### Conclusión
El Real Decreto 513/2017 establece un marco normativo actualizado y exhaustivo para garantizar la seguridad en la instalación, mantenimiento y control de los sistemas de protección contra incendios en España. Esta normativa refuerza el cumplimiento de estándares europeos y busca asegurar que, en caso de incendio, los sistemas funcionen correctamente, protegiendo tanto a las personas como a las propiedades.